# Văn hóa Cucuteni-Tripillia

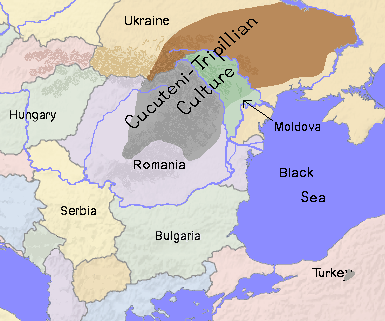
Văn hóa Cucuteni-Tripillia

Văn hóa Cucuteni-Tripillia, văn hóa Cucuteni-Tripolye, văn hóa Cucuteni, văn hóa Trypillia, văn hóa Tripolye, là các tên gọi khác nhau cho một nền văn hóa Hậu đồ đá mới đã thịnh vượng trong khoảng thời gan từ khoảng 5400 TCN tới 2750 TCN tại khu vực Dnister (Nistru) - Dnepr thuộc Moldova, România và Ukraina ngày nay. Tại Ukraina, thay thế cho dân cư của nền văn hóa này là các cư dân gốc Ấn-Âu của văn hóa Yamna.

## Tên gọi

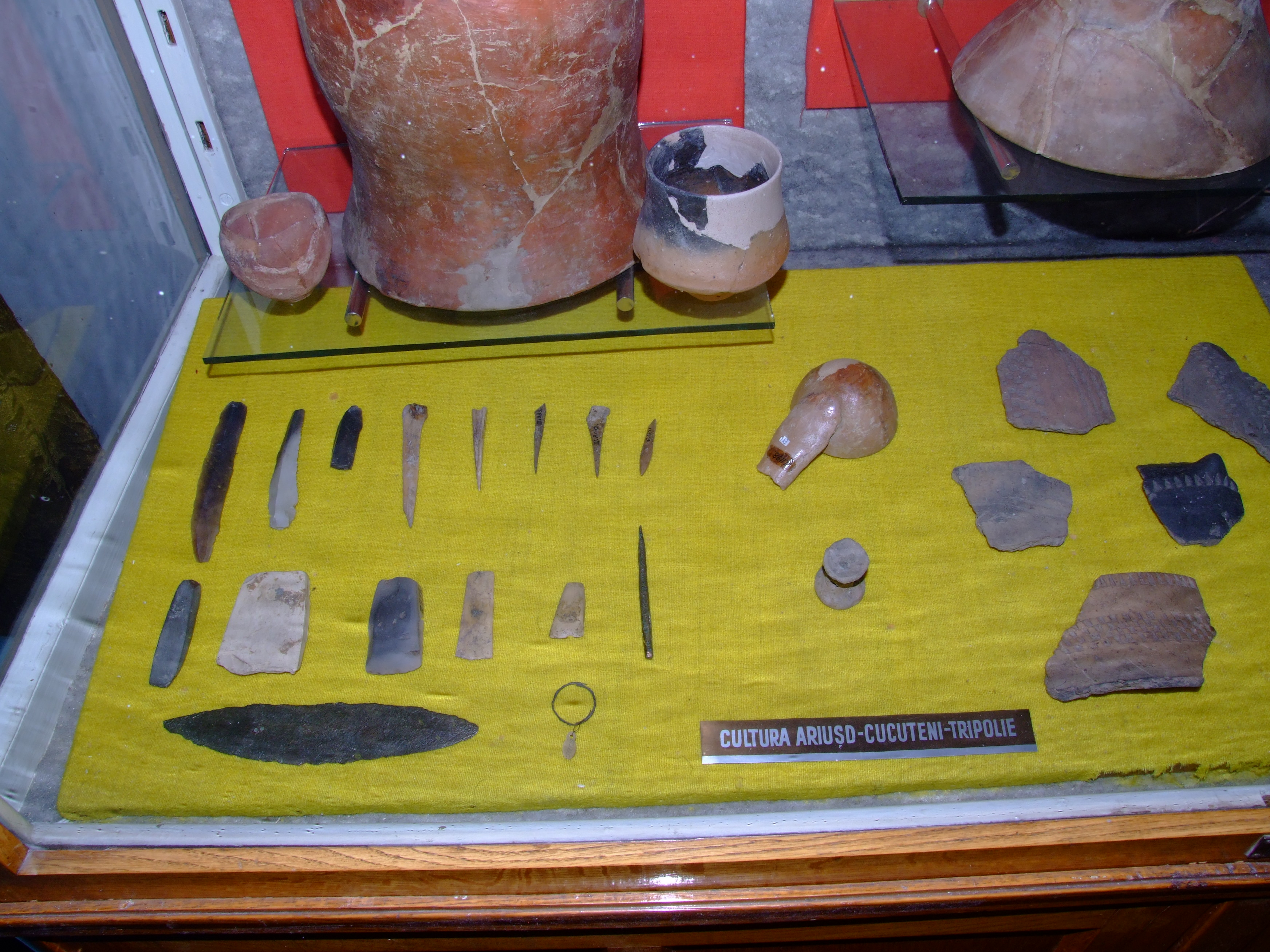
Cổ vật từ Viện bảo tàng lịch sử Cluj

Nền văn hóa này được phát hiện lần đầu tiên tại làng Cucuteni, quận Iaşi (đông bắc Romania, gần giáp biên giới với Moldova), khi người ta tìm thấy các cổ vật đầu tiên gắn với nền văn hóa này vào năm 1884 và các công cuộc khai quật được tiến hành từ năm 1909. Giai đoạn từ năm 1896-1899, một nhóm các nhà khảo cổ học do Vicentiy Khvoika, một nhà khảo cổ người Séc chỉ huy, cũng đã khai quật được các cổ vật tương tự tại làng Tripillia (tiếng Ukraina: Трипiлля; tiếng Nga: Триполье) bên bờ sông Dnepr, thuộc tỉnh Kiev, đế quốc Nga, cách thành phố Kiev khoảng 40 km về phía nam đông nam. V. Khvoika đã lập tài liệu về phát hiện này trình lên Đại hội lần thứ 11 của các nhà khảo cổ học năm 1897, và năm đó được coi là năm chính thức cho sự phát hiện ra nền văn hóa này. Di chỉ tại Tripillia cũng là di chỉ điển hình của nền văn hóa này. Tuy nhiên, tại Romania và một số nước phương Tây, người ta gọi nền văn hóa này là văn hóa Cucuteni, trong khi tại Liên Xô trước đây và hiện nay là Nga và Ukraina người ta gọi nó tương ứng là văn hóa Tripolye hay văn hóa Tripillia. Trong bài này sẽ dùng tên gọi thỏa hiệp là văn hóa Cucuteni-Tripillia.

## Tổng quan

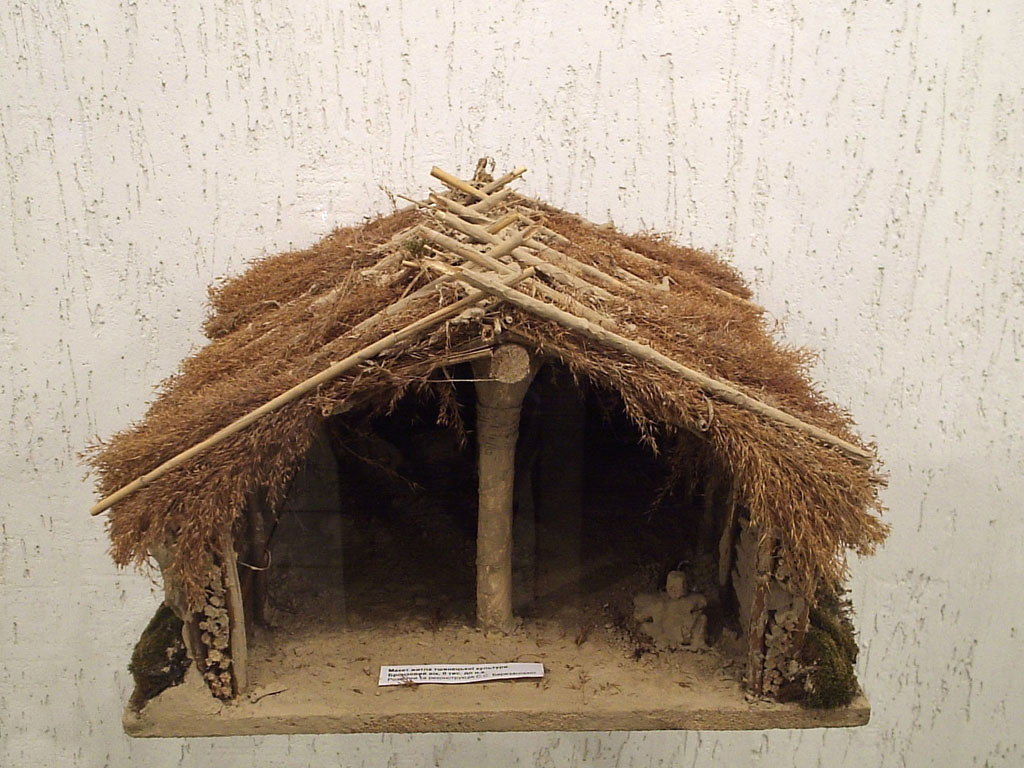
Hình tái tạo túp lều Tripillia, trong viện bảo tàng Tripillia, Ukraina.

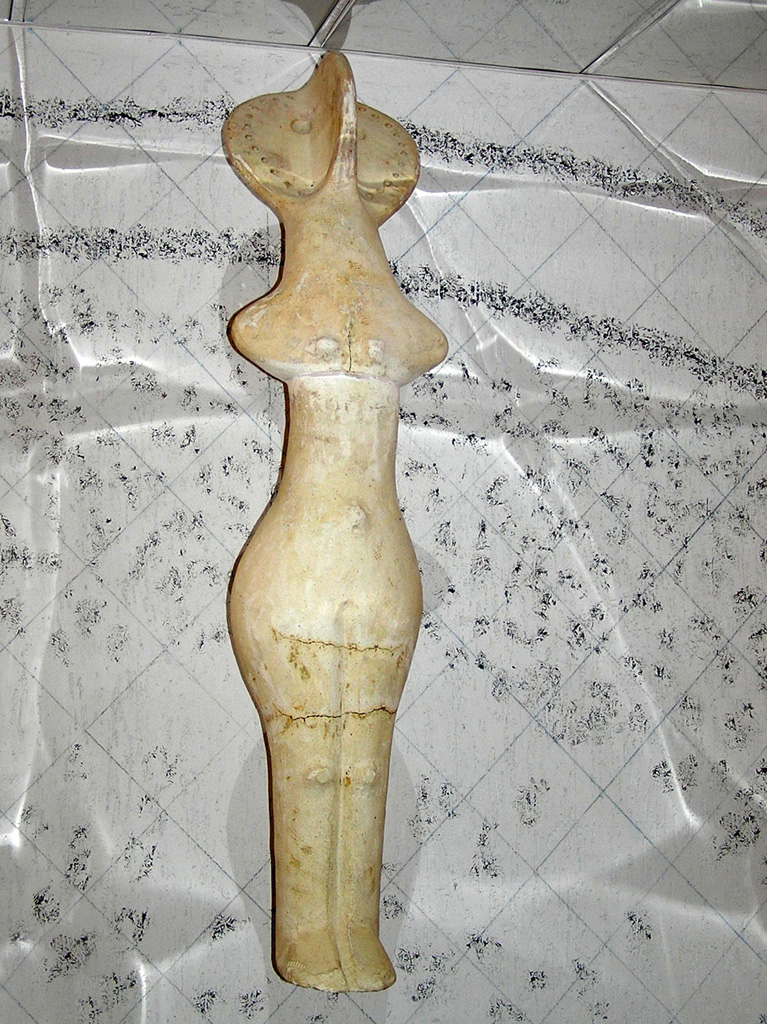
Một bức tượng từ văn hóa Tripillia, trong viện bảo tàng Tripillia, Ukraina.

Văn hóa Cucuteni-Tripillia đã từng được gọi là văn hóa đô thị đầu tiên tại châu Âu nhưng nguồn gốc phát sinh của nền văn hóa này chưa được xác định; về cơ bản là các bộ lạc thời kỳ đồ đá mới, trong đó đóng vai trò đặc biệt thuộc về những đại biểu của văn hóa Boian, văn hóa Criş, văn hóa gốm dải thẳng, văn hóa Vinča và văn hóa Tisa. Các lĩnh vực chính của nền kinh tế là trồng trọt và chăn nuôi.
Các nhà nhân chủng học lưu ý tới chủng tộc Dina trong số các đại diện của văn hóa Cucuteni-Tripillia. Chủng Dina có nguồn gốc tối thiểu là từ dân cư châu Âu thời đại đồ đá giữa và giai đoạn sớm của thời đại đồ đá mới mà đối với chủng này là rất đặc trưng.
Đối với văn hóa Cucuteni-Tripillia các đặc trưng chính của nó là mức độ phát triển cao của nền kinh tế và các quan hệ xã hội. Trong thời gian của nền văn hóa này đã diễn ra sự gia tăng đáng kể mật độ dân số trong phạm vi phổ biến của nó. Các khu dân cư Tripillia thông thường nằm trên các cao nguyên, được gia cố bảo vệ bằng tường đất và hào rãnh. Các làng có sớm nhất chứa khoảng 10-15 nghìn người. Trong thời kỳ cực thịnh của nền văn hóa này, các khu định cư mở rộng để bao gồm vài trăm nhà làm từ gạch sống, đôi khi tới 2 tầng. Các làng mạc Tripillia thường phân bố trên các khu vực có độ dốc thoai thoải, thuận lợi cho trồng trọt và gần với nguồn nước. Diện tích mỗi làng thường đạt vài chục, trong một số trường hợp - tới 200-450 ha. Chúng hợp thành từ các ngôi nhà làm bằng đất sét trộn rơm dựng trên mặt đất, đôi khi được phân chia bằng các vách ngăn bên trong. Một phần của ngôi nhà, phục vụ làm nơi ở, được sưởi ấm bằng lò sưởi, có bếp lò, cửa sổ tròn, phần còn lại được dùng làm kho chứa đồ. Trong những ngôi nhà như thế, rất đáng tin cậy, là một hay nhiều gia đình cùng sinh sống.
Các công cụ lao động và vũ khí được làm từ xương động vật, đá lửa và đá, đôi khi từ đồng.
Người ta đã xác nhận rằng nền văn hóa này dựa trên nông nghiệp cũng như chăn nuôi gia súc-gia cầm, chủ yếu là bò, nhưng dê/cừu và lợn cũng có chứng cứ cho thấy là được nuôi. Các động vật hoang dã săn bắt được cũng là một phần thường xuyên của các dấu tích động vật còn lại. Đồ gốm gắn với văn hóa đồ gốm dải thẳng. Đồng cũng được nhập khẩu nhiều từ khu vực Balkan. Các bức tượng khai quật được tại các di chỉ Cucuteni-Tripillia được cho là đại diện cho Nữ thần Mẹ.
1. Nông nghiệp: Người Tripillia trồng lúa mì màng, kiều mạch có màng và hột trần, kê, đậu côve, đại mạch, đỗ, nho, mận anh đào, mơ. Để làm đất, họ áp dụng hệ thống trồng trọt kiểu đốn gốc hay đốn gốc-đốt lửa.
2. Chăn nuôi và săn bắn: Họ cũng chăn nuôi các loài động vật có sừng lớn (bò) và nhỏ (dê/cừu), lợn, ngựa. Họ đi săn với công cụ là cung tên. Họ đã biết sử dụng chó trong khi đi săn.
3. Nghề gốm: Nghề gốm phát triển ở mức độ cao. Đồ gốm Tripillia chiếm một trong các vị trí có danh tiếng ở châu Âu thời gian này theo độ hoàn thiện của sự chế tạo và sự tô điểm. Các bộ sưu tập cổ vật lớn nhất từ văn hóa Cucuteni-Tripillia có thể được thấy tại các viện bảo tàng ở Nga, Ukraina và Romania, bao gồm cả Viện bảo tàng Ermitaz ở Sankt Peterburg và viện bảo tàng khảo cổ Piatra Neamţ ở Piatra Neamţ.

Tôn giáo - thờ phụng nông nghiệp, trong đó là sự tôn sùng Nữ thần Mẹ.

## Các giai đoạn

Đồ gốm Tripolye

Tại khu vực thuộc Liên Xô cũ, theo sự phân chia giai đoạn của T. S. Passek người ta chia văn hóa này thành 3 giai đoạn phát triển:
- Giai đoạn sớm hay Tripillia А: Từ nửa sau thiên niên kỷ 6 - bắt đầu nửa đầu thiên niên kỷ 5 TCN. Nhà ở bằng đất sét và các sân bãi không lớn bằng đất nện trên mặt đất. Vũ khí làm từ đá lửa, đá, sừng và xương; các vật dụng bằng đồng không có nhiều (dùi, móc câu, đồ trang sức); chỉ có kho báu Karbun ở Moldova là có nhiều vật dụng từ đồng. Đồ gốm nhà bếp có sự pha tạp của samôt và cát, với bề mặt xù xì (nồi niêu, chén, bát), với hoa văn dạng các vết rạch, bát đĩa được trang trí bằng các rãnh nhỏ theo chiều dọc (chậu, nồi niêu dạng bình, chén, gáo) và hoa văn rạch sâu ("hoa quả", nồi niêu dạng quả lê, nắp đậy). Nhiều tượng, mô tả phụ nữ ngồi, ít hơn là các tượng hình thú; đã có ghế đất sét, các mô hình nhà ở, đồ trang sức. Phát hiện được duy nhất một sự mai táng trong nhà ở (tại di chỉ Luka Vrublevetskaya).
- Giai đoạn giữa hay Тripillia В - Тripillia С1: Từ nửa sau thiên niên kỷ 5 - 3200/3150 TCN. Một loạt các điểm dân cư trên các mũi đất được củng cố bằng các lũy đất và hào nước, diện tích các điểm dân cư tăng lên, đôi khi các ngôi nhà ở sắp xếp thành vòng tròn. Đã bắt gặp các ngôi nhà hai tầng. Đã có những mô hình nhà ở với các mái hai mặt nghiêng và cửa sổ tròn. Gia công đá lửa được hoàn thiện, xuất hiện các xưởng sản xuất công cụ. Bắt đầu khai thác nguyên liệu đồng (quặng và đồng tự nhiên), cũng như luyện kim trên vùng lãnh thổ nằm giữa Dnister và Dnepr. Số lượng và chủng loại vật dụng từ đồng tăng lên (rìu chiến, dao, dao găm, rìu bổ gỗ, dùi, đồ trang sức). Xuất hiện đồ gốm được tô điểm, các đồ gốm nhà bếp đã khác đi - với hỗn hợp của khối sệt gồm vỏ sò hay vỏ ốc nghiền nhỏ hay cát, sự làm phẳng các sọc và hoa văn "ngọc trai". Hình thức các bức tượng cũng thay đổi - các hình người đứng thẳng với khuôn mặt thuôn tròn, bên cạnh các hình ảnh phụ nữ đã có hình ảnh đàn ông. Tìm thấy sự mai táng trong các ngôi nhà.
- Giai đoạn muộn hay Тripillia С2: Từ khoảng 3200/3150 TCN tới 2650 TCN. Lãnh thổ được mở rộng do sự di chuyển lên phía bắc và sang phía đông. Các điểm dân cư không lớn phân bố tại được nơi được gia cố, bên cạnh các ngôi nhà ở không lớn trên mặt đất bắt gặp những ngôi nhà bằng đất sét. Việc tìm kiếm và gia công kim loại vẫn tiếp tục phát triển. Giảm số lượng đồ gốm được trang điểm, xuất hiện nồi niêu với dạng thuôn tròn từ hỗn hợp của cát và vỏ sò ốc nghiền nhỏ với hoa văn ở mép vành (nếp gấp, dấu in, sợi dây nhỏ, lỗ). Gia công đá lửa được hoàn thiện, nhiều rìu nhỏ bằng đá lửa được mài nhẵn. Phổ biến các bức tượng nữ giới với tỷ lệ kéo dài với đầu được tượng hình hóa và chân dính liền. Đã biết các nấm mộ kiểu chôn ngầm và gò mộ. Trong khu vực Podneprovye (dọc sông Dnepr) người ta tìm thấy các dấu tích chôn cất theo nghi lễ hỏa táng. Các công cụ chôn cất có liềm bằng đá lửa, rìu-búa chiến bằng đá, dao găm đồng, dùi, dao, đồ trang sức - vòng đeo tay, chuỗi hạt cườm bằng đồng, đá và thủy tinh; đồ gốm — các vò hình cầu, chén, bát, các bức tượng nhỏ hình người.

## Phạm vi
Vào năm 2003, khoảng trên 1.200 di chỉ của văn hóa Cucuteni-Tripillia đã được nhận dạng tại Romania, Ukraina và Moldova. J.P. Mallory thông báo rằng:
Nền văn hóa này được xác nhận từ trên một ngàn di chỉ trong dạng của mọi thứ từ các làng nhỏ tới các khu định cư lớn chứa hàng trăm người sinh sống được bao quanh bằng nhiều lớp hào rãnh.
Trung tâm của nó nằm ở khoảng từ giữa tới thượng nguồn sông Dnister với sự mở rộng về phía đông bắc tới sông Dnepr.

## Các khu cư dân lớn
- Talianki (Ukraina) có tới 15.000 dân và chiếm diện tích 4,50 km² và 2.700 ngôi nhà, khoảng năm 3700 TCN.
- Dobrovody (Ukraina) có tới 10.000 dân và chiếm diện tích 2,5 km² và được gia cố phòng ngự, khoảng năm 3800 TCN.
- Maydanets (Ukraina) có tới 10.000 dân và chiếm diện tích 2,50 km², 1.575 ngôi nhà, khoảng năm 3700 TCN.

## Nghiên cứu
Tại đế quốc Nga, các cuộc khai quật bắt đầu trong thập niên 1870 tại Galicia. Cuộc khai quật đầu tiên các di tích của văn hóa Tripillia tại khu vực Podneprovye do Vicentiy Vyacheslavovich Khvoika thực hiện năm 1894. Các kết quả nghiên cứu các điểm dân cư và lăng mộ Tripillia được công bố trong các bài báo và chuyên khảo của T. S. Passek, E. K. Chernysh, S. N. Bibikov, G. P. Sergeev, V. I. Markevich, V. A. Dergachyov, V. G. Zbenovich, N. M. Shmagliy, V. A. Kruts, I. I. Zaitsev, Yu. N. Zakharuk, T. G. Movshi, E.V. Tsvek, I. I. Zaitsev, S. N. Ryzhov, A. G. Korvin-Piotrovky, S. Gusev, T. N. Tkachuk, E. A. Yakubenko v.v.

## Hình ảnh

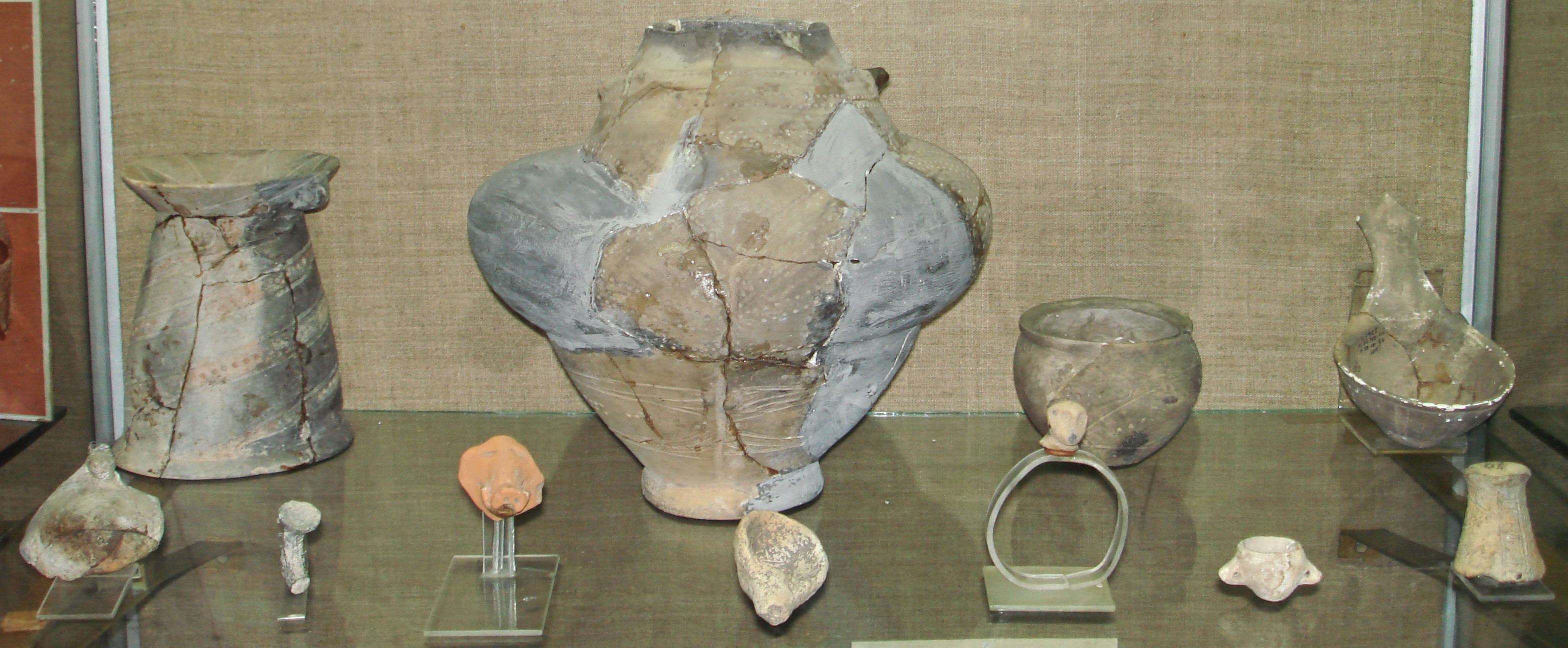
Các cổ vật từ khu cư dân gần làng Bovye Ruseshty, huyện Yalovensky, Moldova. Văn hóa Cucuteni-Tripillia. Niên đại khoảng 3650 TCN. Nghiên cứu của V. I. Markevich, 1961-1962.
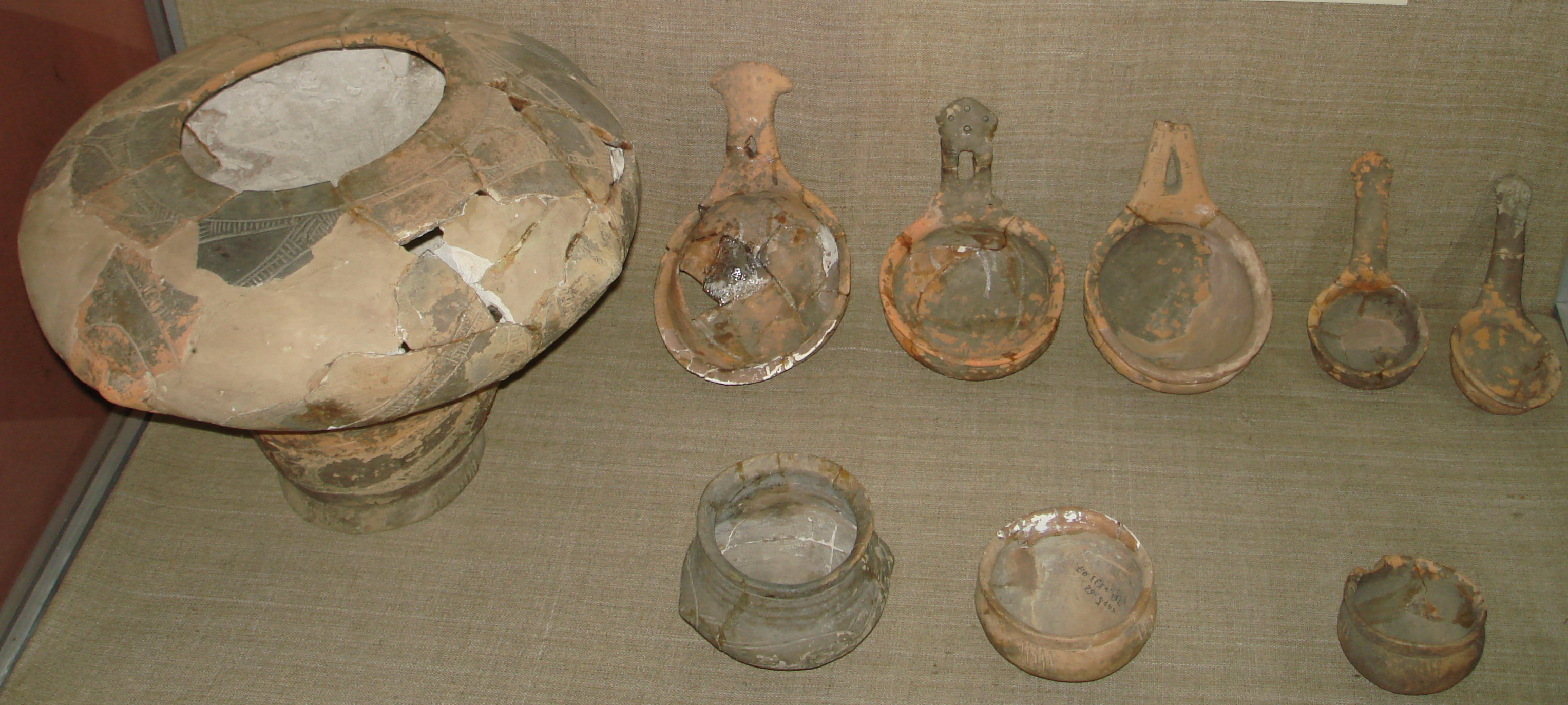
Các cổ vật từ khu cư dân gần làng Kerbuna huyện Yalovensky, Moldova. Văn hóa Cucuteni-Tripillia. Niên đại khoảng 3600 TCN. Nghiên cứu của T. S. Passek, 1962.
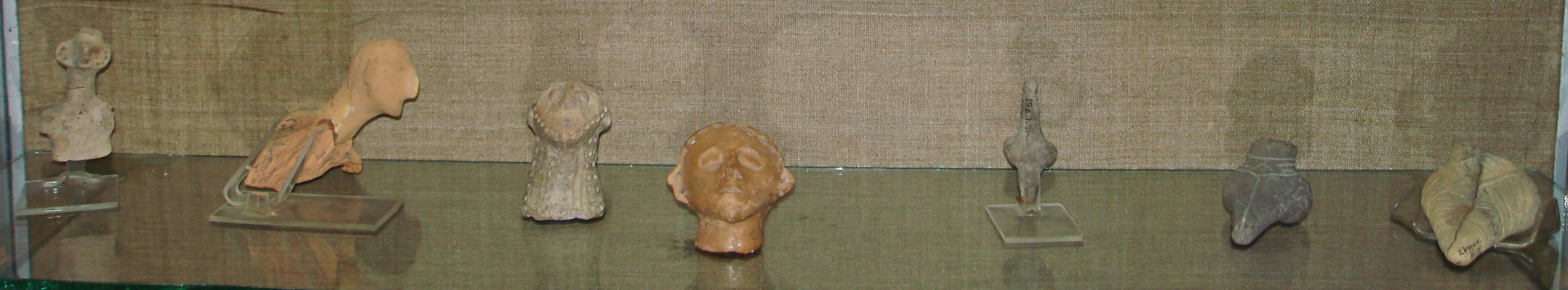
Các đồ vật thờ cúng của văn hóa Cucuteni-Tripolye. Thiên niên kỷ 4 - nửa đầu thiên niên kỷ 3 TCN.
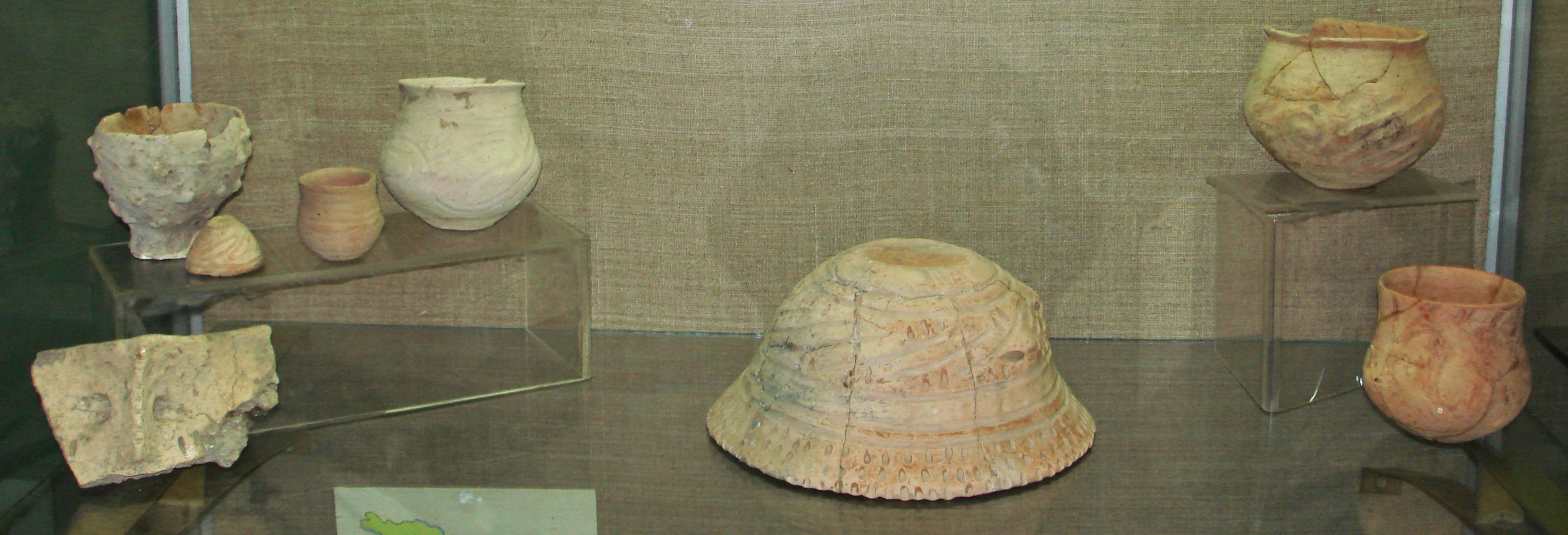
Các cổ vật từ làng Starye Kukoneshty, huyện Edinetsky, Moldova. Văn hóa Cucuteni-Tripolye. Niên đại C14 khoảng 3440 ± 60 năm TCN. Nghiên cứu của V. I. Markevich, 1978.